# Radio U1 Tirol
Radio U1 Tirol ist ein regionaler privater Hörfunksender in Tirol mit Standort in Schwaz. Der Sender wird im Bereich „Nordtirol“ in allen Bezirken terrestrisch, UKW/DAB+ ausgestrahlt.
Radio U1 Tirol nahm seinen regulären Sendebetrieb am 15. Juni 1998 auf. Der ursprüngliche Name war "Radio Unterland" . 
Der Sender spielt ein buntes Musikprogramm aus den Genres Oldies, Evergreens, Volkstümlicher Schlager, Volksmusik und Schlager. Das Programm setzt sich aus Musik sowie lokaler Berichterstattung aus Tirol zusammen.
Radiotests ergaben rund 104.000 Hörer (innerhalb Tirols) somit ist Radio U1 Tirol einer der meistgehörten Privatradiosender Tirols.

## Frequenzen und Stationsdetails
| Bez. Sendest.     | Standort                    | Frequenz  | empfangbar von bis                  |
| ----------------- | --------------------------- | --------- | ----------------------------------- |
| ACHENKIRCH 2      | Reiterhof                   | 104,1 MHz | Achenkirch-Pertisau                 |
| EBBS 2            | Orange Mast                 | 103,7 MHz | Ebbs – Erl – Niederndorf – Walchsee |
| EHRWALD 4         | Wettersteinbahn Bergstation | 107,9 MHz | Ehrwald                             |
| GERLOS 2          | Hainzenberg                 | 103,7 MHz | Zell-Gerlospass-Uderns              |
| HAIMING           | Haiminger Alm               | 106,8 MHz | Imst und Umgebung – Ötztal          |
| HINTERTUX         | Mittelstation Gletscherbahn | 89,2 MHz  | Lanersbach-Hintertux                |
| IMST 3            | Osterstein Arzl             | 95,0 MHz  | Imst Stadt-Tarrenz – Mils bei Imst  |
| INNSBRUCK 1       | Patscherkofel               | 90,7 MHz  | Innsbruck und Umgebung              |
| INNSBRUCK 1       | Patscherkofel               | 8D DAB+   | Innsbruck und Umgebung              |
| INNSBRUCK 6       | Sender Schlotthof           | 97,0 MHz  | Innsbruck-Stadt                     |
| INZING 2          | Stiglreith                  | 94,2 MHz  | Sellrain-Zirl-Flaurling             |
| JENBACH 2         | Larchkopf                   | 89,2 MHz  | Wattens-Kundl-Achensee-Uderns       |
| KITZBUEHEL 4      | Ried am Horn                | 106,0 MHz | Kitzbühel-oberes Brixental          |
| KOESSEN 2         | Schwendt Bichlachweg        | 105,4 MHz | Schwendt – Walchsee                 |
| KUFSTEIN 2        | Sender Thierberg            | 102,6 MHz | Kiefersfelden-Eiberg-Kirchbichl     |
| LAENGENFELD 2     | Burgstein                   | 102,5 MHz | Längenfeld – Umhausen               |
| LANDECK           | Krahberg - Bergstation      | 101,6 MHz | Landeck -Schönwies                  |
| MAYRHOFEN 3       | Ahorn – Panorama            | 102,6 MHz | Ramsau-Mayrhofen-Finkenberg         |
| REUTTE 3          | Hahnenkamm Mast             | 93,9 MHz  | Reutte – Lechtal                    |
| REUTTE 3          | Hahnenkamm                  | 96,2 MHz  | Tannheimertal                       |
| ST JOHANN TIR     | Harschbichl                 | 87,7 MHz  | St. Johann in Tirol-Going           |
| PAISSLBERG – SÖLL | Paisslberg                  | 88,9 MHz  | Itter-Eiberg-Ellmau                 |
| SCHWAZ 2          | Heuberg                     | 100,2 MHz | Vomp-Schwaz-Stans                   |
| SOELDEN 2         | Brandleweg 3                | 97,1 MHz  | Sölden – Obergurgl                  |
| WATTENS 4         | Sender Volderberg           | 100,5 MHz | Hall-Wattens-Weer                   |
| WILDSCHOENAU 2    | Oberau 33                   | 93,8 MHz  | Oberau-Auffach                      |
| WOERGL 4          | Werlberg                    | 101,0 MHz | Kirchbichl – Kundl                  |
| LINZ 1            | Lichtenberg                 | 12A DAB+  | Oberösterreich                      |
| SALZBURG 1        | Gaisberg                    | 12B DAB+  | Salzburg und Umgebung               |

Außerdem wird ein Webstream angeboten und viele Kabelnetzbetreiber übernehmen das Programm von Radio U1 Tirol.

## Belege
1. ↑  Bescheid der KommAustria, abgerufen am 20. März 2013
2. ↑  Ende der Satellitenverbreitung auf Astra 19,2° Ost - Planungen für die DAB+ Verbreitung in Nordtirol begonnen, abgerufen am 18. November 2021
3. ↑  Manuel Schwaiger: U1 Tirol wird 25 – über Anfänge und Meilensteine. 20. Oktober 2023, abgerufen am 20. August 2025.